# Fédération du Suriname de football

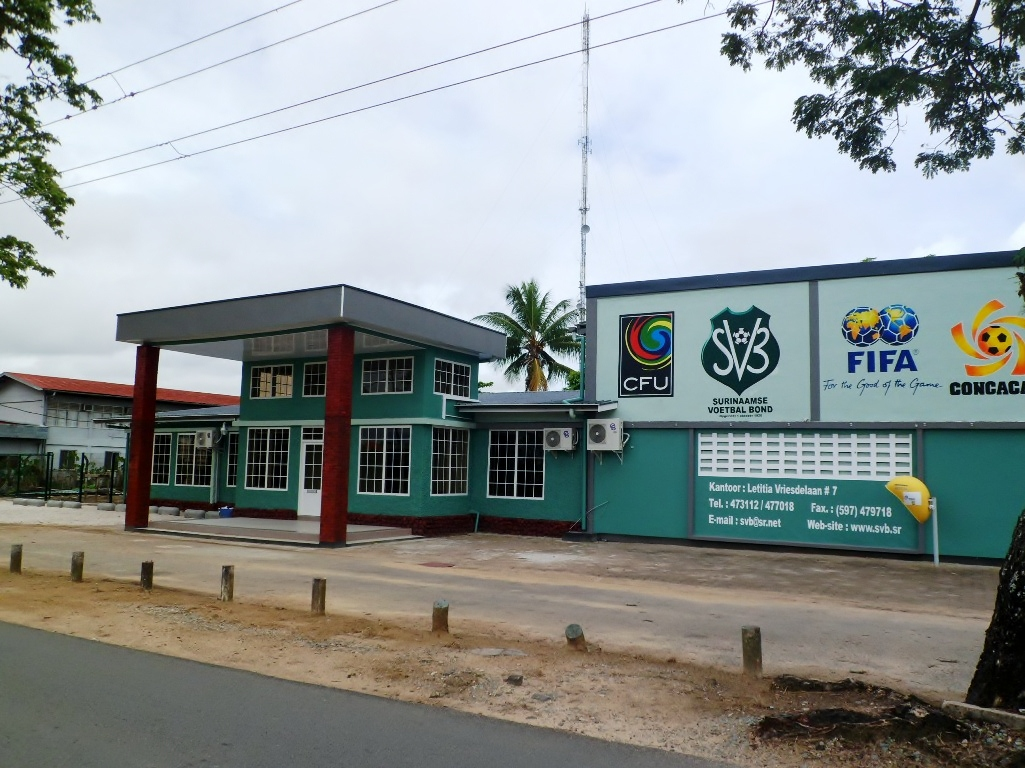
Le siège de la Fédération du Suriname de football à Paramaribo

La Fédération du Suriname de football (Surinaamse Voetbal Bond (nl) SVB) est une association regroupant les clubs de football du Suriname et organisant les compétitions nationales et les matchs internationaux de la sélection du Suriname.
La fédération nationale du Suriname a été fondée en 1920. Elle est affiliée à la FIFA depuis 1929 et est membre de la CONCACAF depuis 1965.